# Notte

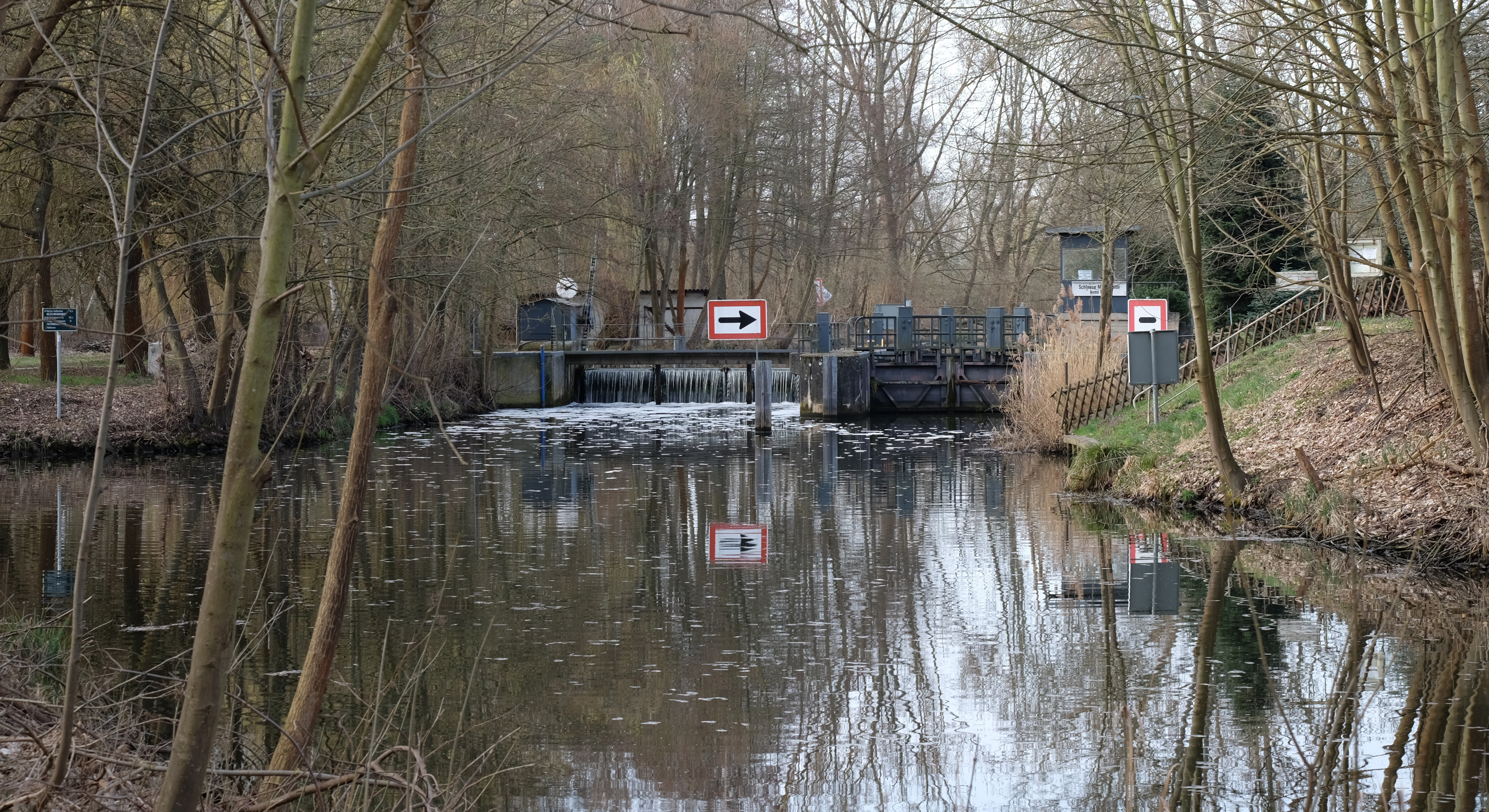
Sluss vid Mittenwalde.

Notte är en 25 kilometer lång flod i det tyska förbundslandet Brandenburg och utgör en biflod till Dahme.

## Geografi
Notte rinner upp söder om Sperenberg och rinner genom sjön Mellensee åt nordost genom städerna Zossen och Mittenwalde till mynningen i Dahme vid Königs Wusterhausen. Genom utloppet i Dahme tillhör floden Sprees, Havels och Elbes avrinningsområden.
Zülowkanalen avvattnar Rangsdorfer See och mynnar från nordväst i Notte vid Mittenwalde. Gallunkanalen ansluter på samma plats söderifrån och avvattnar Motzener See.

## Historia
Floden Notte var den första längre vattenväg i markgrevskapet Brandenburg som gjordes farbar av människor. Den första utbyggnaden och de första slussarna anlades under kurfurst Joakim II av Brandenburgs regering omkring 1568. Under åren 1856 till 1864 reglerades floden och byggdes ut i samband med ett regionalt avvattningsprojekt, och gjordes farbar med mindre lastfartyg från Königs Wusterhausens hamn upp till Mellensee.
Notte betecknas som "kanaliserad" på grund av regleringen, men är till sin största del ett naturligt vattendrag och inte en grävd kanal, och den förekommande beteckningen "Nottekanalen" är därför något missvisande.
Efter regleringen kom Notte att under 1800-talet ha en stor betydelse för transport av jordbruksprodukter och byggnadsmaterial till den växande storstaden Berlin. Här transporterades gipsstenar från Sperenberg men också tegel och grus från tegelbruk och grustag i trakten. Efter att järnvägarna i området byggts ut och Mittenwalde fått järnvägsförbindelser genom privatbanor mot Königs Wusterhausen, Zossen och Neukölln avtog Nottes betydelse som transportväg. Genom skador under andra världskriget och växande problem med att hålla broar och slussar i farbart skick för moderna fartyg, kom lasttrafiken under efterkrigstiden att helt läggas ned, med undantag för Königs Wusterhausens hamn vid flodmynningen. 
Då den kortaste slussen endast är 21 meter lång används Notte sedan mitten av 1900-talet endast för begränsad turisttrafik och är farbar genom de tre slussarna upp till Mellensee.